# San Rafael (Bolivia)
San Rafael è un comune (municipio in spagnolo) della Bolivia nella provincia di José Miguel de Velasco (dipartimento di Santa Cruz) con 7.790 abitanti (dato 2010).

## Cantoni
Il comune è suddiviso in 4 cantoni:
- San Rafael
- El Tuna
- Villa Fatima
- San Fermin